# (33509) Mogilny
1999 GB27 (asteroide 33509) é um asteroide da cintura principal. Possui uma excentricidade de 0.04816770 e uma inclinação de 7.21867º.
Este asteroide foi descoberto no dia 7 de abril de 1999 por LINEAR em Socorro.